# Claude Lässer
Pour les articles homonymes, voir Lasser.
Claude Lässer, né le 29 août 1949 à Payerne (originaire de Buchholterberg), est une personnalité politique suisse, membre du Parti libéral-radical (PLR). 
Il est conseiller d'État fribourgeois de 1997 à 2011, à la tête de la Direction des finances. 
Il est syndic de la Commune de Marly durant la législature de 1991 à 1996, puis brièvement en 1997 avant d'être élu Conseiller d'État. 

## Sources
- Georges Andrey, John Clerc, Jean-Pierre Dorand et Nicolas Gex, Le Conseil d’État fribourgeois : 1848-2011 : son histoire, son organisation, ses membres, Fribourg, Éditions La Sarine, 2012, 143 p. (ISBN 978-2-88355-153-4, lire en ligne), p. 111-12